# На добраніч, малюки!
«На добраніч, малюки» (рос. Спокойной ночи, малыши!) — радянська і російська вечірня телепередача для дітей дошкільного та молодшого шкільного віку. Програма виходить з 1 вересня 1964 року.
З 26 листопада 1963 року розпочинається активний період створення програми — пишуться перші сценарії, з'являються ескізи декорацій та ляльок головних героїв, розробляється ідея і концепція дитячої телепередачі.